# Кадуфф, Сильвия
Сильвия Кадуфф (нем. Sylvia Caduff; род. 7 января 1937, Кур) — швейцарский дирижёр.
Окончила Люцернскую консерваторию (1961) по классу фортепиано, затем стажировалась в Берлине у Герберта фон Караяна, занималась также в мастер-классах Рафаэля Кубелика, Ловро фон Матачича и Франко Феррары. В 1966 г. разделила с тремя другими молодыми коллегами — Аленом Ломбаром, Хуаном Пабло Искьердо и Вальтером Гиллессеном — победу в конкурсе дирижёров имени Димитриса Митропулоса в США, после чего в течение года работала ассистентом у Леонарда Бернстайна. Вернувшись в Европу, дебютировала в 1967 г. в Лондоне с Королевским филармоническим оркестром.
В 1972—1976 гг. профессор дирижирования в Бернской консерватории, затем в 1977—1985 гг. генеральмузикдиректор Золингена, с Городским оркестром Золингена записала 39-ю симфонию и 21-й фортепианный концерт Вольфганга Амадея Моцарта (солист Вольфганг Манц). В 1978 г. дирижировала Берлинским филармоническим оркестром.
Кадуфф считается одной из первых женщин, дирижировавших современными большими оркестрами, и в этом качестве привлекает внимание исследователей и женщин-дирижёров следующих поколений.